# ريغينا إي. دوغان
ريغينا إي. دوغان (بالإنجليزية: Regina E. Dugan)‏ هي سيدة أعمال ومهندسة أمريكية، ولدت في 19 مارس 1963 في نيويورك في الولايات المتحدة.